# Acineta chrysantha
Acineta chrysantha R.Br. (1810), es una orquídea de hábito epífita originaria de Centroamérica.

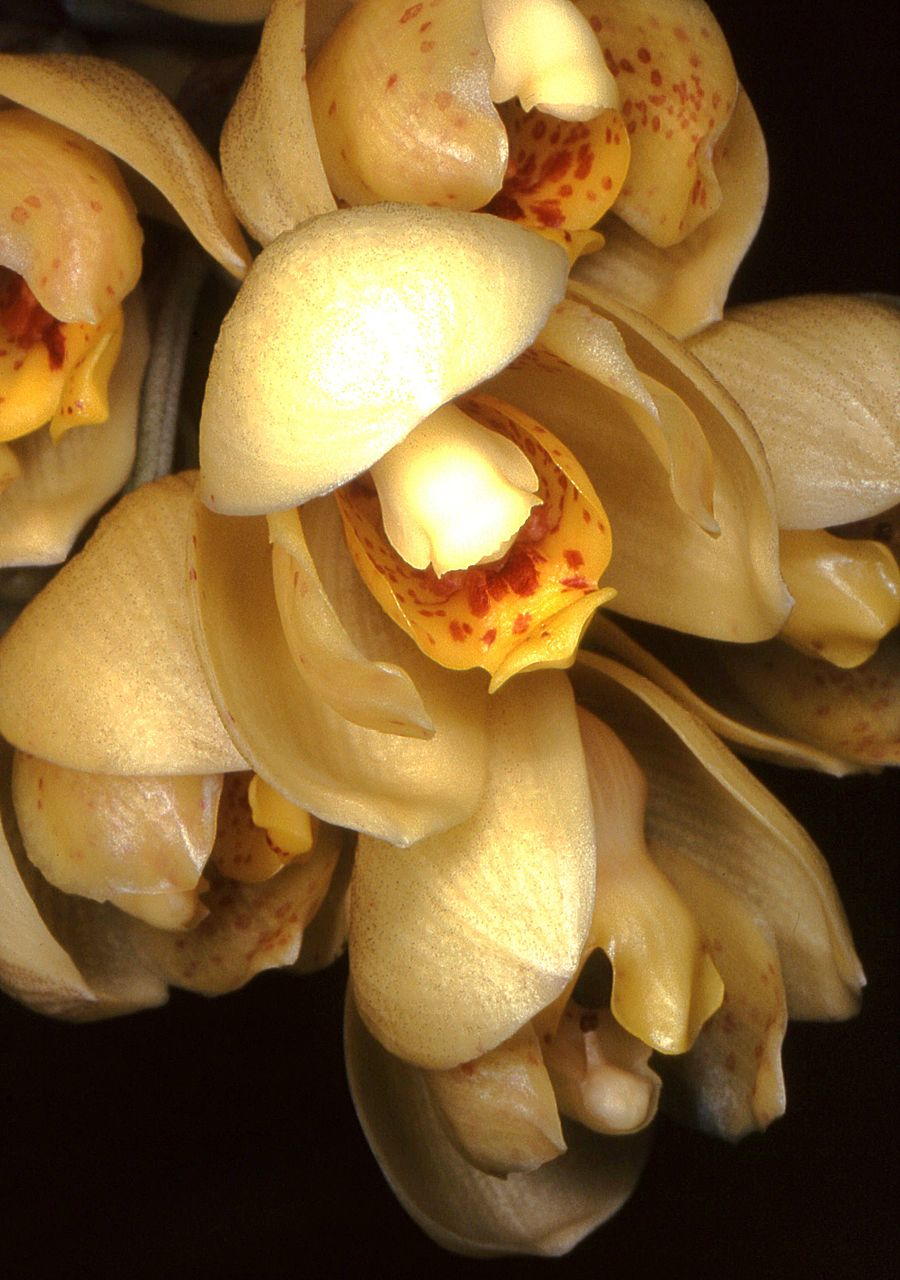
Detalle de las flores

## Descripción
Es una planta de gran tamaño que prefiere climas cálidos a fríos, es epífita con un pseudobulbo agrupado, ovoide a cilíndrico, brillante de color verde oliva, comprimido lateralmente. Tiene una vaina basal y de 2 a 4 hojas terminales, gruesas, glabras, oblanceoladas y agudas con inflorescencia que florece en racimo colgante de 70 cm de largo y con 20 a 30 flores de 6 cm de largo con el tacto como de papel y brácteas muy carnosas, -como una taza- . Tiene olor a vainilla y una larga vida,  se producen las flores en la primavera y comienzos de verano.

## Distribución y hábitat
Se encuentra distribuido en Guatemala, El Salvador, Costa Rica y Panamá en alturas de alrededor de 1300  m s. n. m.

## Taxonomía
Acineta chrysantha fue descrita por (C.Morren) Lindl. y publicado en Paxton's Flower Garden 1: 31–32. 1850.
Etimología
Acineta: nombre genérico que procede del griego "akinetos" = 'inmóvil' en referencia a su rígido labelo (labio). 
chrysantha: epíteto que significa "con flores doradas".
Sinonimia
Los siguientes nombres se consideran sinónimos de Acineta chrysantha:
- Acineta densa Lindl. & Paxton 1850-1
- Acineta warscewiczii (Kunth) Klotzsch 1852
- Neippergia chrysantha C.Morren 1849[4][5]